# Tina: de Tina Turner musical
Tina: de Tina Turner Musical is een jukeboxmusical met de muziek van Tina Turner en vertelt haar leven van het begin in Nutbush, Tennessee, en haar transformatie in een rock 'n roll-ster. Geregisseerd door Phyllida Lloyd, geschreven door Katori Hall, Frank Ketelaar en Kees Prins, de musical had zijn wereldpremière op 17 april 2018 in het Aldwych Theatre in London. De Broadwayproductie opende op 7 november 2019. Op  9 februari 2020 vond de première van de Nederlandse versie plaats.

## Ontstaan van de Musical
Op 16 december 2016 werd er een workshoppresentatie gehouden in het bijzijn van Tina Turner, waarbij werd aangekondigd dat de biografische musical gecreëerd door Stage Entertainment na een jaar te zien zou zijn. Het creatieve team van de musical bevatte Katori Hall, Frank Ketelaar en Kees Prins als schrijvers van het script, Phyllida Lloyd als regisseur, Mark Thompson als set- en kostuumontwerper, Anthony van Laast als choreograaf en Nicholas Skilbeck als musicalsupervisor. Frank Ketelaar en Kees Prins de eerste versie van het script, met Katori Hall die later erbij betrokken werd om aanpassing te doen. Er werd gekozen om haar erbij te halen omdat zij als donkere Amerikaanse vrouw de historie van donkere Amerikaanse vrouwen uit die tijd begreep.

## Cast
| Character                    | West End (2018) | West End (2022) | Broadway (2019) | West End (2022) | Hamburg (2019) | Hamburg (2022) | Utrecht (2020) | Utrecht (2022) | Madrid (2021) |
| ---------------------------- | --- | --- | --- | --- | --- | --- | --- | --- | --- |
| Tina Turner                  | Adrienne Warren / Jenny Fitzpatrick (Alternate) | Aisha Jawando / Elesha Paul Moses | Adrienne Warren / Nkeki Obi-Melekwe (Alternate) | Nkeki Obi-Melekwe / Kayla Davion (Alternate) | Kristina Love / Nyassa Alberta (Alternate) / Denise Lucia Aquino (Alternate) / Hannah Hewitt (Cover) | Asiata Blackman / Chasity Elaine Crisp (Cover) / Charlotte Looman (Cover) | Nyassa Alberta / Nurlaila Karim (Alternate) / Gaia Aikman (Cover) / Valerie Curlingford (Cover) / Chayenne Lont (Cover) | Nyassa Alberta / Nurlaila Karim (Alternate) / Gaia Aikman (Cover) (Cover) / Dorith Creebsburg (Cover) / Tjindjara Metschendorp (Cover) / Channah Hewitt (Walk-in Cover) / Ina Seidou (cover) | Kery Sankoh / Astrid Jones (Alternate) / Luna Manzanares (Alternate) / Juno Kotto King (Cover) |
| Ike Turner                   | Kobna Holdbrook-Smith | Caleb Roberts | Daniel J. Watts | Nick Rashad Burroughs | Mandela Wee Wee / Gino Emnes / Kristofer Weinstein-Storey (Cover) / Michael B. Sattler (Cover) | Dinipiri Etebu / Charles Simmons (Cover) / Lionel von Lawrence (Cover) | Juneoer Mers / Gino Emnes / Owen Playfair (Cover) / Qshans Thode (Cover) / Marlon David Henry (Cover) | Juneoer Mers / Marlon David Henry (Cover) / Qshans Thode (Cover) | Role Reinoso / Juan Dos Santos (Cover) / Yefry Xander (Cover) |
| Zelma Bullock                | Madeline Appiah | Paula Kay | Dawnn Lewis | Natasha Yvette Williams | Adisat Semenitsch / Tina Ajala (Cover) / Kerry Jean (Cover) | Kim Sanders / Aswintha Vermeulen (Cover) | Aisa Winter / Noah Blindenburg / Naomi Sharon (Cover) / Aïcha Gill (Cover) / Desi van Kessel (Cover) | Noah Blindenburg / Desi van Kessel (Cover) / Aswintha Vermeulen (In-house Cover) | Juno Kotto King / Audi Nsue (Cover) |
| Erwin Bach                   | Gerard McCarthy | Joseph Richardson | Ross Lekites | Ross Lekites | Simon Mehlich / Philipp Nowicki (Cover) / Stefan Preuth (Cover) | Nico Schemers / Philipp Dietrich (Cover) / Stefan Preuth (Cover) | Bart Mijnster / Stefan de Kogel / Mischa Kiek (Cover) | Dieter Spileers / Frank Beurskens (Cover) / Bart Mijnster (Cover) | Oriol Angled / Zuhaitz San Buenaventura (Cover) / Hugo Ruiz (Cover) |
| Gran Georgeanna              | Lorna Gayle | Irene Myrtle Forrester | Myra Lucretia Taylor | Myra Lucretia Taylor | Adi Wolf / Tina Ajala (Cover) | Anastasia Bain / Charlotte Looman (Cover) / Aswintha Vermeulen (Cover) / Denise Obedekah (Cover) | Jeannine la Rose / Noah Blindenburg (Cover) / Naomi Sharon (Cover) / Aïcha Gill (Cover) / Desi van Kessel (Cover) | Jeannine la Rose / Desi van Kessel (Cover) / Aswintha Vermeulen (In-house Cover) | Ileana Wilson / Audi Nsue (Cover) / Beatriz Santana (Cover) |
| Roger Davies (manager)       | Ryan O’Donnell | George Jennings | Charlie Franklin | Charlie Franklin / Charlie Franklin | Nikolas Heiber / Marvin Schutt (Cover) / Philipp Nowicki (Cover) / Stefan Preuth (Cover) | Michael Berres / Philipp Dietrich (Cover) / Stefan Preuth (Cover) / Marvin Schutt (Cover) | Terence van der Loo / Mischa Kiek (Cover) / Wouter Smullers (Cover) | Steven Roox / Frank Beurskens (Cover) / Dieter Spileers (Cover) | Pedro Martell / Zuhaitz San Buenaventura (Cover) / Hugo Ruiz (Cover) |
| Rhonda Graam                 | Francesca Jackson | Kelly Hampson / Francesca Jackson | Jessica Rush | Katie Webber / Stephanie Martignetti (Cover) | Sarah Schütz / Luisa Ofelia Montero de la Rosa (Cover) / Lisa Kolada (Cover) | Lisa Kolada / Chasity Elaine Crisp (Cover) | Marianne Kloeze / Liss Walravens (Cover) / Sabine van Tiel (Cover) / Samantha de Water (Cover) | Liss Walravens / Samantha de Water (Cover) / Sanne Groenen (Cover) | Anna Lagares / Lucy Lummis (Cover) / Ariadna Comas (Cover) |
| Alline Bullock               | Aisha Jawando | Charis Alexandra | Mars Rucker | Charis Alexandra | Denise Lucia Aquino / Channah Hewitt (Cover) | Jahlisa Norton / Bathoni Buenorkuor (Cover) / Enny de Alba (Cover) | Gaia Aikman / Valerie Curlingford (Cover) / Arletta Boland (Cover / Chayenne Lont (Cover) | Gaia Aikman / Jill Tjin Asjoe (Cover) / Ina Seidou (Cover) / Tjindjara Metschendorp (Cover) | Aisha Fay / Karla Vincens (Cover) / Raphaella De Souza (Cover) / Rany Holster (Cover) |
| Phil Spector / Terry Britten | Tom Godwin | Chris Grahams | Steven Booth | Steven Booth | Alexander Bellinkx / Philipp Nowicki (Cover) / Stefan Preuth (Cover) | Alex Bellinkx / Marco Heinrich (Cover) / Philipp Dietrich (Cover) / Stefan Preuth (Cover) | Jasper Kerkhof / Rick McDonald (Cover) / Wouter Smeulders (stand inn cover) | Jasper Kerkhof | Carlos Baez / Zuhaitz San Buenaventura (Cover) / Hugo Ruiz (Cover) |
| Raymond Hill (musician)      | Natey Jones | Cordell Mosteller | Gerald Caesar | Anthony Wayne | Anthony Curtis Kirby / William Baugh (Cover) / Michael B. Sattler (Cover) | Lionel von Lawrence / Oxa (Cover) | Owen Playfair / Maickel Leijenhorst (Cover) | Qshans Thode / Quincy Denzel Sedney (Cover) / Lorenzo Kolf (Cover)/ Andrew Anthonia (Cover) | Yefry Xander / Alvaro Siankope (Cover) / Daniel Meija (Cover) |
| Richard Bullock              | Natey Jones | David Jennings | Gregory Haney | David Jennings | Kristofer Weinstein-Storey / Dinipiri Etebu (Cover) / Claudio Goncalves (Cover) | Charles Simmons / Trevor Jackson / Vittorio Giorgio Ghiozzi (Cover) / Perci Moeketsi (Cover) | Brandon Delagraentiss / Marlon David Henry (Cover) | Marlon David Henry / Giovanni Eduard van Gom (Cover) | Kevin Tuku |
| John Carpenter / Martyn Ware | Jason Langley | Thomas Sutcliffe | Robert Lenzi | | Marlon Wehmeier / Philipp Nowicki (Cover) / Stefan Preuth (Cover) | Markus Maria Dullmann / Philipp Dietrich (Cover) / Stefan Preuth (Cover) | Jeroen Robben / Mischa Kiek (cover) / Wouter Smeulders (cover) | Danny Houtkooper | Nico Baumgartner |
| Craig Hill                   | Kit Esuruoso | | Matthew Griffin | Matthew Griffin | Michael B. Sattler / William Baugh (Cover) / Claudio Goncalves (Cover) | Vittorio Giorgio Ghiozzi | Maickel Leijenhorst / Giovanni Eduard van Gom / Maikel Nieuwenhuis (stand inn cover) | Giovanni Eduard van Gom | Alvaro Siankope |
| Ronnie Turner                | Baker Mukasa | Turrell Barrett-Wallace | Jhardon Dishon Milton | Jhardon Dishon Milton | Dinipiri Etebu / William Baugh (Cover) / Claudio Goncalves (Cover) | Oxa | Lorenzo Kolf | Lorenzo Kolf | Hansel Moya |
| Ikettes                      | | Karis Anderson / Marie Dinlayson / Natorii Illidge | Mars Rucker / Kayla Davion / Holli' Conway | Ayla Ciccone-Burton / Leandra Ellis-Gaston / Holli' Conway / Ari Groover | Tina Ajala / Danielle David / Enny de Alba / Channah Hewitt / Kellianna Jay / Luisa Ofelia Montero de la Rosa / Denise Lucia Aquino | Soraya Stehle / Rosalina Renfurm / Kerry Jean / Chasity Elaine Crisp | Arletta Boland / Aïcha Gill / Chayenne Lont / Dorith Creebsburg / Gaia Aikman / Valerie Curlingford | Fatty-Jay Shaw / Dorith Creebsburg / Gaia Aikman / Tjindjara Metschendorp | Carolina Santos / Rany Holster / Karina Soro |
| Ensemble & Swings            | Gerard McCarthy / Natey Jones / Tsemaye Bob-Egbe / Keisher Downie / Kit Esuruoso / Jammy Kasongo / Sia Kiwa / Jason Langley / Kayleigh McKnight / Baker Mukasa / Tanisha Spring / Derek Aidoo / Gavin Alex / Edward Bourne / Candace Furbert / Hannah Jay-Allan / Rodney Vubya | George Jennings / Cordell Mosteller / Joseph Richardson / Karis Anderson / Turrell Barrett-Wallace / Megan Armstrong / Vanessa Dumatey / Marie Dinlayson / Natorii Illidge / Joey James / Lauren Allan / Richard Appiah-Sarpong / Joshua Da Costa / Miles Anthony Daley / Amber Sylvia Edwards / Livvy Evans / Imogen Rose Hart / Brad Veitch / Sran Webb / Samuel J Weir / Jaz Robinson | Steven Booth / Nick Rashad Burroughs / Gerald Caesar / Holli' Conway / Kayla Davion / Leandra Ellis-Gaston / Charlie Franklin / Judith Franklin / Matthew Griffin / Sheldon Henry / David Jennings / Ross Lekites / Robert Lenzi / Rob Marnell / Jhardon Dishon Milton / Destinee Rea / Mars Rucker / Justin Schuman / Allysa Shorte / Jessica Rush / Carla Stewart / Katie Webber / | Ayla Ciccone-Burton / Steven Booth / Charlie Franklin / Leandra Ellis-Gaston / Holli' Conway / Judith Franklin / Julius Chase / Matthew Griffin / Sheldon Henry / David Jennings / Robert Lenzi / Ross Lekites / Rob Marnell / Stephanie Martignetti / Jhardon Dishon Milton / Natonia Monet / Detinee Rea / Deon Releford-Lee / Justin Schuman / Allysa Shorte / Eric Siegle / Carla Stewart / Anthony Wayne / Michelle West | Kristel Constant / Gino Emnes / Lisa Kolada / Bathoni Puplampu / Michael B. Sattler / Stefan Preuth / Denise Obedekah / Philipp Nowicki / Luisa Ofelia Montero de la Rosa / Kerry Jean / Kellianna Jay / Channah Hewitt / Dinipiri Etebu / Enny de Alba / Donielle David / William Baugh / Tina Ajala / Alexander Bellinkx / Claudio Goncalves | Bathoni Buenorkuor / Charlotte Looman / Chasity Elaine Crisp / Aswintha Vermeulen / Enny de Alba / Kerry Jean / Kisha Howard / Lynn Mancel / Marvin Schutt / Oxa / Perci Moeketsi / Rosalina Renfurm / Soraya Stehle / Stefan Preit / Philipp Dietrich / Taryn Nelson / Shari Gall / Marco Heinrich / Vittorio Giorgio Ghiozzi | Andrew Anthonia /Arletta Boland / Aïcha Gill / Bart Mijnster / Brandon Delagraentiss / Chayenne Nunes / Chayenne Lont / Desi van Kessel / Eliane Kwee / Jasper Kerkhof / Jeroen Robben / Leo Alexander Hewitt / Lorenzo Kolf / Melissa Kanza / Maickel Leijenhorst / Mischa Kiek / Marlon David Henry / Naomi Sharon / Naomi Ebogo Ebogo / Rick McDonald / Owen Playfair / Samantha de Water / Sabine van Tiel / Valerie Curlingford / Velorisa Yorks / Wouter Smeullers / Qshans Thode | Andrew Anthonia / Bart Mijnster / Fatty-Jay Shaw / Frank Beurskens / Desi van Kessel / Danny Houtkooper / Dieter Spileers / Dorith Creebsburg / Lorenzo Kolf / Ina Seidou /Jasper Kerkhof / Jill Tjin Asjoe / Melissa Kanza / Maryama Kasse / Melissa Otten / Marlon David Henry / Rochele Ram os/ Pele Yearwood / Sanne Groenen / Samantha de Water / Tjindjara Metschendorp /Velorisa Yorks / Quincy Denzel Sedney/ Qshans Thode | Carlos Baez / Zuhaitz San Buenaventura / Hugo Ruiz / Alvaro Siankope / Yefry Xander / Carolina Santos / Daniel Meija / Hansel Moya / Kevin Tuku / Nico Baumgartner / Rany Holster / Karina Soro / Karla Vincens / Raphaella De Souza / Anna Lagares / Lucy Lummis / Ariadna Comas / Audi Nsue / Beatriz Santana / Audi Nsue / Juno Kotto King / Juan Dos Santos |